# Oleksij Slenko
Oleksii Mykolajowytsch Slenko (ukrainisch Олексій Миколайович Зленко; russisch Алексей Николаевич Зленко Alexei Nikolajewitsch Slenko; * 19. Novemberjul. / 2. Dezember 1914greg. im Rajon Krasnopillja; † 25. Mai 2007) war ein sowjetischer Luftfahrtingenieur.

## Leben
Slenko studierte am Charkower Luftfahrtinstitut mit Abschluss 1941.
Während des Deutsch-Sowjetischen Kriegs diente Slenko 1941–1945 in der Roten Armee. Als Assistent des Chefs des Artillerie-Nachschubs der 411. Schützendivision geriet Leutnant Slenko am 27. Mai 1942 in rumänische Kriegsgefangenschaft und kam ins Lager Slobozia. Nach der Befreiung diente er als Schütze des 3. Offizierssturmbataillons des 481. Schützenregiments der 320. Schützendivision und wurde verwundet. 1945 nahm er an der Schlacht um Budapest teil.
Ab 1946 arbeitete Slenko in Saporischschja im Sonderkonstruktionsbüro der Fabrik Nr. 478 (ab 1966 Maschinenbau-Konstruktionsbüro Progress), wo er vom Ingenieur-Konstrukteur zum Leiter der Kompressoren-Abteilung aufstieg. Ab 1958 leitete Slenko das Konstruktionsbüro (bis 1985).
Slenko war Kandidat der technischen Wissenschaften. Er war insbesondere an der Weiterentwicklung des Turbostarters TS-12 für das Turboprop-Triebwerk NK-12 beteiligt. Ein Höhepunkt seiner Arbeit war die Mitwirkung an der Entwicklung und dem Bau des Turboprop-Triebwerks AI-20 für das Passagierflugzeug Il-18.
In Slenkos Brigade begannen Fedir Murawtschenko und Wiktor Michailowitsch Tschuiko ihre Karrieren.
Slenko war an der Untersuchung des verunglückten Aeroflot-Flugs 245 beteiligt.

## Ehrungen, Preise
- Orden des Roten Sterns (1945) für die Teilnahme an der Schlacht um Budapest[3]
- Leninpreis im Bereich Technik für die Entwicklung und den Bau des Passagierflugzeugs Iljuschin Il-18 (1960 mit Entwicklungsleiter und Generalkonstrukteur Sergei Wladimirowitsch Iljuschin, Chefkonstrukteur Alexander Georgijewitsch Iwtschenko, Testpilot Wladimir Konstantinowitsch Kokkinaki und den führenden Konstrukteuren Waleri Afrikanowitsch Borog, Wiktor Michailowitsch Germanow, Anatoli Jakowlewitsch Lewin, Wladimir Alexejewitsch Lotarjow, Anatoli Konstantinowitsch Pantelejew, Jewgeni Iwanowitsch Sankow, Wiktor Nikolajewitsch Semjonow und Alexei Illarionowitsch Schwedtschenko)[4]
- Orden des Vaterländischen Krieges II. Klasse (1985)[7]